# Phaenoglyphis helleni
Phaenoglyphis helleni is een vliesvleugelig insect uit de familie van de Figitidae. De wetenschappelijke naam van de soort is voor het eerst geldig gepubliceerd in 1978 door Andrews.